# Tour des Flandres juniors
Le Tour des Flandres juniors est une course cycliste belge créée en 1969. Elle met aux prises uniquement des coureurs juniors (moins de 19 ans). C'est la version junior du Tour des Flandres. Jusqu'en 2016, la course se déroule au mois de juillet ou d'août, sur un peu plus de 120 kilomètres. À partir de 2017, l'épreuve a lieu en avril, le même jour que le Tour des Flandres des professionnels et se termine au sommet du Mur de Grammont.
Les éditions 2020 et 2021 sont annulées en raison de la pandémie de Covid-19,.
Depuis 2022, une compétition réservée aux juniors féminines est organisée le même jour que celle des garçons.

## Palmarès masculin
| Année     | Vainqueur                | Deuxième              | Troisième              |
| --------- | ------------------------ | --------------------- | ---------------------- |
| 1969      | Bernard Van De Kerckhove | Toine van den Bunder  | Boerewaert             |
| 1970      | Jacques Breda            | Luc De Brauwer        | Freddy Maertens        |
| 1971      | Geert Malfait            | Jean-Pierre Sterckx   | Wilfried Reybrouck     |
| 1972      | J. Van der Eeken         | Frans Matthijs        | Theo Van Tielen        |
| 1973      | Bernard Lecocq           | Marc Dierickx         | Ludo Heyvaert          |
| 1974      | Fons De Wolf             | Danny Vallaeys        | Hubert Sammels         |
| 1975      | Benjamin Vermeulen       | Patrick Pevenage (nl) | Rudy Vermassen         |
| 1976      | Hugues Cosaert           | Chris Gelaude         | Benny Van der Auwera   |
| 1977      | Patrick Vermeulen        | Jan Wijnants          | Chris Capelle          |
| 1978      | Daniel Rossel            | Eddy De Bie (nl)      | Luc De Decker          |
| 1979      | Eric Vanderaerden        | Dirk De Wolf          | Tony De Ridder         |
| 1980      | Willy Boden              | Willy Van Nueten      | Eric Vanderaerden      |
| 1981      | Pino Cerami              | Roger Ilegems         | Dirk Van Verre         |
| 1982      | Ludwig Van Tittelboom    | Ludo Giesberts        | Herman Iemants         |
| 1983      | Jan Mattheus             | Alain Lefever         | Pascal Van der Vorst   |
| 1984      | Kurt Van Keirsbulck (nl) | Didier De Witte       | Marc Brock             |
| 1985      | Luc Van Parijs           | Patrick De Feyter     | Yves Van Steenwinckel  |
| 1986      | Luc Heuvelmans           | Nico Vanmarcke        | Bart Heirewegh         |
| 1987      | Carl Roes                | Frank Corvers         | Igor Van den Berghe    |
| 1988      | Claude De Bodt           | Werner Van Rompaey    | Wim Vervoort           |
| 1989      | Jo Planckaert            | Hans De Meester       | Stefan Sels            |
| 1990      | Hendrik Van Dijck        | Kurt Van de Wouwer    | Frédéric Demarcin      |
| 1991      | Koen Dierickx            | Luc Rooms             | Michel Nijs            |
| 1992      | Geert Verdeyen           | Andy Cabor            | Dimitri Bral           |
| 1993      | Wilfried Cretskens       | Bart De Ceuster       | Bas van Hest           |
| 1994      | Dieter Verleyen          | Chris Pollin          | Kristof Trouvé (nl)    |
| 1995      | Wesley Theunis           | Bart Dhaene           | Christophe Vercauteren |
| 1996      | Stijn Devolder           | Kristof Van Gestel    | Koen Scherre           |
| 1997      | Stijn Devolder           | Bart Mariën           | Kristof Gryson         |
| 1998      | Jurgen Van Goolen        | Nick Nuyens           | Karel Bontinck         |
| 1999      | Bill Vandererven         | Wim De Vocht          | Bart Dockx             |
| 2000      | Kevin Neirynck           | Jurgen Van den Broeck | Davy Metten            |
| 2001      | Johnny Hoogerland        | Kor Steenbergen       | Jurgen Beeckman        |
| 2002      | Tom Stamsnijder          | Joost van Leijen      | Erik Verstegen         |
| 2003      | Erwin Roemans            | Kenny De Ketele       | Tim Vermeersch         |
| 2004      | Michiel Van Aelbroeck    | Steven Van Vooren     | Nikolas Maes           |
| 2005      | Jan Ghyselinck           | Frederiek Nolf        | Jasper Rasschaert      |
| 2006      | Sven Vandousselaere      | Boy van Poppel        | Gregory Joseph         |
| 2007      | Jens Debusschere         | Julien Vermote        | Eliot Lietaer          |
| 2008      | Thomas Debrabandere      | Thomas Op de Beeck    | Dries Beatse           |
| 2009      | Joeri Stallaert          | Raf Dehaes            | Cédric Callebaut       |
| 2010      | Jef Van Meirhaeghe       | Bert Van Lerberghe    | Alexander Maes         |
| 2011      | Martijn Degreve          | Florian Sénéchal      | Paco Ghistelinck       |
| 2012      | Ricardo van Dongen       | Dieter Verwilst       | Nathan Van Hooydonck   |
| 2013      | Jenthe Biermans          | Miguel Bryon          | Charlie Arimont        |
| 2014      | Aaron Verwilst           | Jan Maas              | Wiebren Plovie         |
| 2015      | Pavel Sivakov            | Aaron Verwilst        | Thomas Vereecken       |
| 2016      | Timo de Jong             | Davide Ferrari        | Michele Gazzoli        |
| 2017      | Maikel Zijlaard          | Michele Gazzoli       | Davide Bomboi          |
| 2018      | Daniel Årnes             | Adne Koster           | Vincent Van Hemelen    |
| 2019      | William Blume Levy       | Tobias Lund           | Antonin Corvaisier     |
| 2020-2021 | annulé                   | annulé                | annulé                 |
| 2022      | Romet Pajur              | Menno Huising         | Noa Isidore            |
| 2023      | Jarno Widar              | Daniel Weis           | Cedric Keppens         |
| 2024      | Aless De Bock            | Magnus Carstensen     | Senna Remijn           |
| 2025      | Julius Løvstrup Birkedal | Georgs Tjumins        | Jan Michal Jackowiak   |

## Palmarès féminin
| Année | Vainqueur     | Deuxième            | Troisième         |
| ----- | ------------- | ------------------- | ----------------- |
| 2022  | Zoe Bäckstedt | Xaydée Van Sinaey   | Niamh Murphy      |
| 2023  | Cat Ferguson  | Federica Venturelli | Célia Gery        |
| 2024  | Célia Gery    | Cat Ferguson        | Alexandra Volstad |
| 2025  | Paula Ostiz   | Megan Arens         | Jente Koops       |